# Hoplasoma unicolor
Hoplasoma unicolor es una especie de insecto coleóptero de la familia Chrysomelidae.
Fue descrita científicamente en 1800 por Illiger.